# NGC 6505
NGC 6505 est une vaste et lointaine galaxie lenticulaire située dans la constellation du Dragon. Sa vitesse par rapport au fond diffus cosmologique est de 12 759 ± 57 km/s, ce qui correspond à une distance de Hubble de 188 ± 13 Mpc (∼613 millions d'al). NGC 6505 a été découverte par l'astronome américain Lewis Swift en 1884.
En raison d'une brillance de surface égale à 14,50 mag/am2, on peut qualifier NGC 6505 de galaxie à faible brillance de surface (LSB en anglais pour low surface brightness). Les galaxies LSB sont des galaxies diffuses (D) avec une brillance de surface inférieure de moins d'une magnitude à celle du ciel nocturne ambiant.

## Anneau d'Einstein
Grâce au télescope spatial Euclid, on a découvert que le centre de NGC 6505 produisait un effet de lentille gravitationnelle sur une galaxie située en arrière-plan (à environ 4,42 milliards d'années-lumière) et dont l'image, quadruplée, forme un anneau d'Einstein.

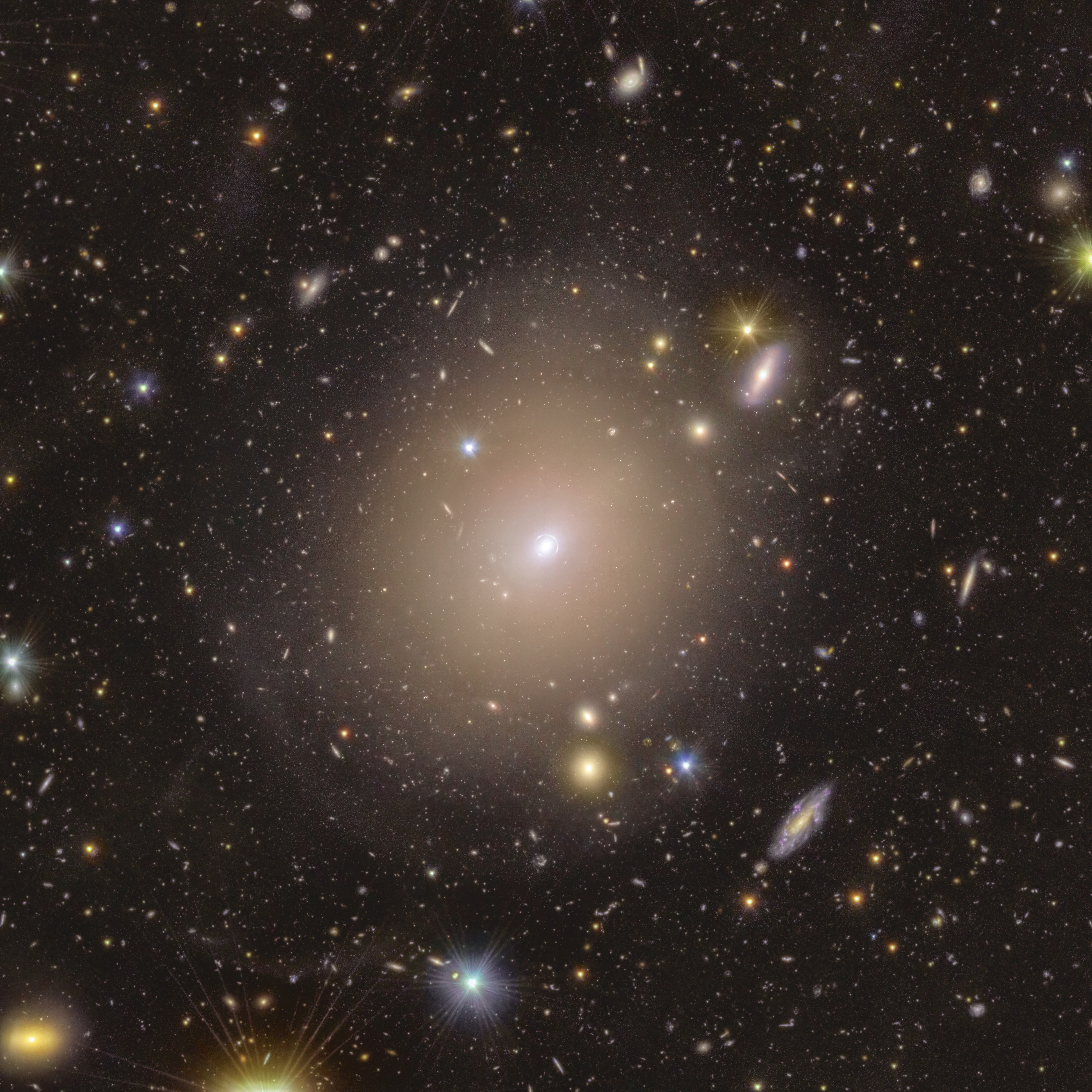
NGC 6505 imagée par le télescope spatial Euclid.
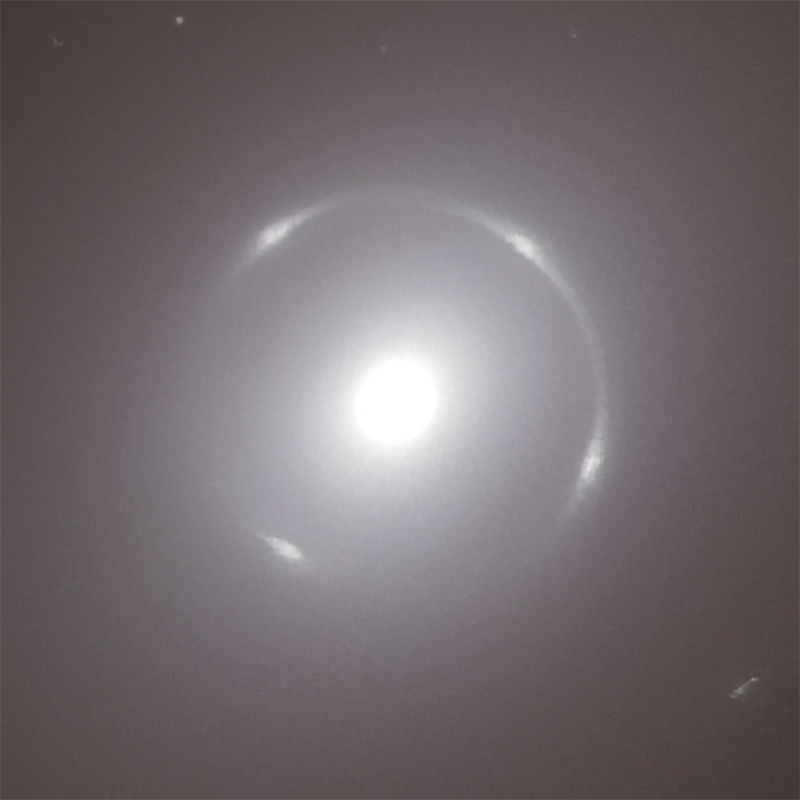
Zoom sur le centre de la galaxie, révélant l'anneau d'Einstein.